# اوتری-ایسار
اوتری-ایسار (به فرانسوی: Autry-Issards) یک کمون در فرانسه است که در آلیه واقع شده‌است. اوتری-ایسار ۱۹٫۴۵ کیلومتر مربع مساحت دارد ۱۸۰ متر بالاتر از سطح دریا واقع شده‌است.